# Kyphosus pacificus
Kyphosus pacificus är en fiskart som beskrevs av Sakai och Tetsuji Nakabo 2004. Kyphosus pacificus ingår i släktet Kyphosus och familjen Kyphosidae. Inga underarter finns listade i Catalogue of Life.